# Marti Belle
Martibel Payano, meglio conosciuta con il ring name Marti Belle (New York, 7 agosto 1988), è una wrestler statunitense sotto contratto con Impact Wrestling.

## Carriera

### Circuito indipendente (2008–2018)
Il 12 giugno 2008, Martibel Payano debutta nel mondo del wrestling nella Dangerous Women of Wrestling come la valletta di Tristan Spade. Fa il suo debutto sul ring il 7 novembre 2009, per la World of Unpredictable Wrestling, dove affronta Tina San Antonio e Sweet Pea in un match che si è concluso con un triplo count-out. Il 6 novembre 2010, Marti Belle insieme a Tina San Antonio, conquistano i WSU Tag Team Championship, titoli della federazione Women Superstars Uncensored, battendo Cindy Rogers e Jana. Il titolo viene condiviso anche con la loro alleata, Jazz. Il 27 maggio 2011, Marti Belle e Tina San Antonio perdono i WSU Tag Team Championship contro Amber e Lexxus. Il 16 giugno 2012, Marti Belle conquista il WSU Spirit Championship battendo Jessica Havok. Dopo aver difeso il titolo contro Nikki Adams ed Ezavel Suena ed averlo detenuto per ben 602 giorni, lo perde l'8 febbraio 2014 contro la stessa Ezavel Suena. Nel frattempo, aveva conquistato il NYWC Starlet Championship battendo Rick Cataldo, per poi perderlo dopo 10 mesi contro Chrissy Rivera. Il 4 ottobre 2014, vince il VOW Vixen's Championship battendo Mandy Leon, dopo un mese lo perde venendo sconfitta da Madisynn.
Debutta nella SHINE Wrestling nel quinto evento, perdendo contro Niya. Nel ventiduesimo evento, insieme a Jamye Jameson e Nevaeh, facendosi chiamare le Valifornia, battono Leva Bates, Kellie Skater e Mia Yim. Nel ventitreesimo evento, insieme a Jamye Jameson, battono Heidi Lovelace e Solo Darling. Nel ventiquattresimo evento, insieme a Jamye Jameson, battono Luscious Latasha e Solo Darling. Nel ventiseiesimo evento, insieme a Jamye Jameson, vengono sconfitte da Crazy Mary Dobson e Solo Darling.
Debutta nell SHIMMER nel Volume 54, dove vince un six tag team match insieme ad Angie Skye e Miss December contro Kira, Leah Von Dutch e Xandra Bale. Nel Volume 56, subisce una sconfitta da parte di Angelus Layne. Nel Volume 63, perde contro Courtney Rush. Nel Volume 64, viene sconfitta da Christina Von Eerie. Nel Volume 66, perde anche con Leva Bates. Nel Volume 68, ottiene la sua prima vittoria battendo Solo Darling. Nel Volume 69, perde contro Madison Eagles. Nel Volume 73, viene sconfitta da LuFisto. Nel Volume 75, perde contro Shazza McKenzie.

### Total Nonstop Action (2015–2017)
A partire dal mese di aprile del 2015, entra a far parte del roster della Total Nonstop Action Wrestling (TNA). Nell'episodio di IMPACT! del 10 aprile, appare in un promo insieme a Jade, facendosi chiamare le Dollhouse. Nell'episodio di IMPACT! del 24 aprile, accompagna Jade nel suo match perso contro Laura Dennis per squalifica. Nella stessa puntata, Marti Bell e Jade aiutano la Knockout Champion Taryn Terrell a difendere la cintura contro Awesome Kong, alleandosi con Taryn. Nell'episodio di IMPACT! del 1º maggio, Marti Bell e Jade accompagnano Taryn Terrell nel suo Championship Match vinto contro Brooke. Nell'episodio di IMPACT! dell'8 maggio, le Dollhouse (Taryn Terrell, Jade e Marti Bell) vincono un 3-on-2 Handicap Match contro Awesome Kong e Gail Kim. Nell'episodio di IMPACT! del 15 maggio, insieme a Jade battono Brooke e Rebel. Nell'episodio di IMPACT! del 22 maggio, batte Rebel. Nell'episodio di IMPACT! del 17 giugno, insieme a Jade perdono contro Awesome Kong e Brooke.

## Personaggio

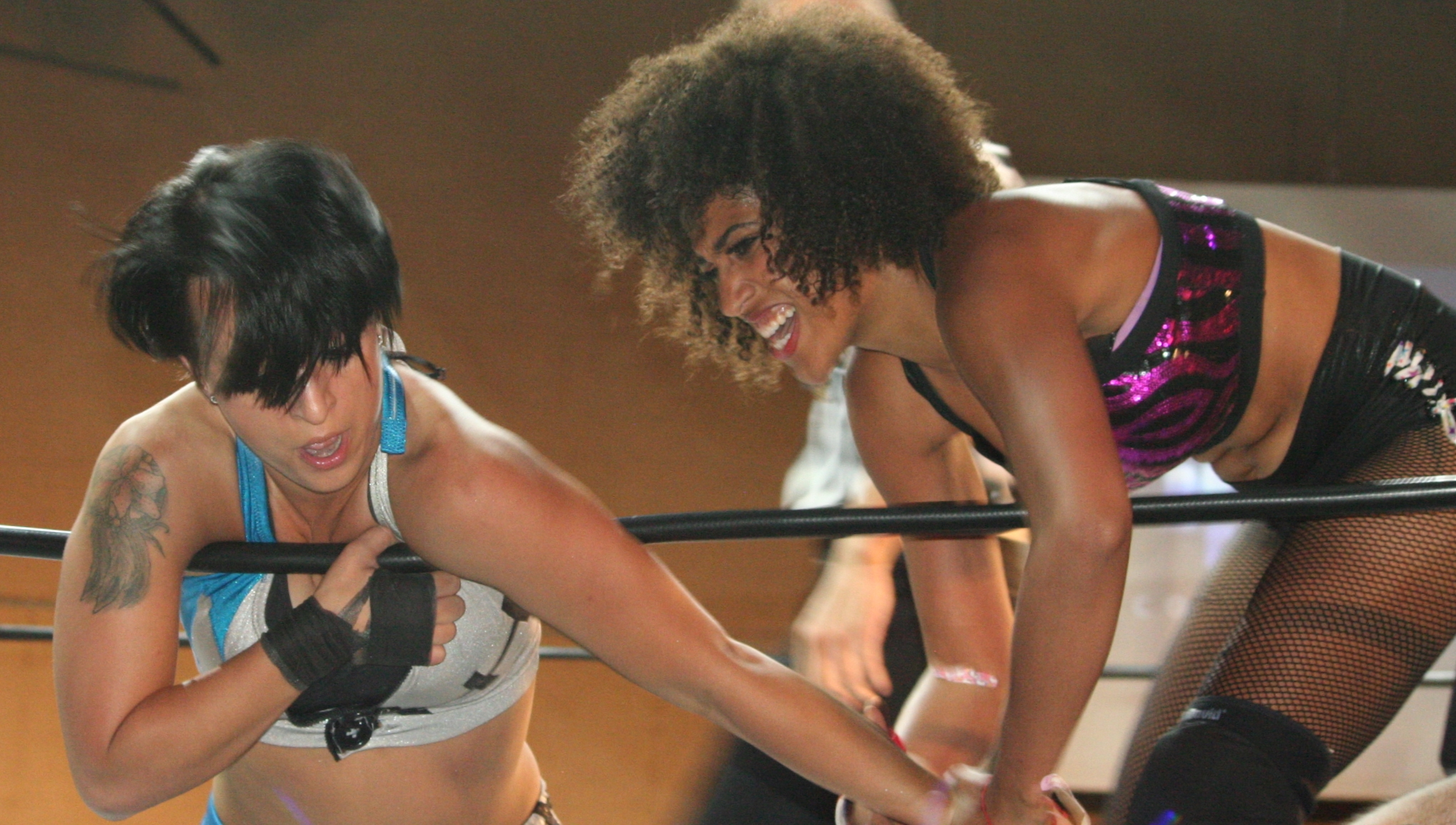
Marti Belle mentre applica una Armbar su Heidi Lovelace

### Mosse finali
- Double underhook sitout facebuster
- Straight jacket neckbreaker slam

### Wrestler assistiti
- Jade

### Soprannomi
- "Voodoo Queen"

### Musiche d'ingresso
- Milkshake di Kelis
- For the Gods dei PUI Tribe
- Doll Parts degli Hole
- Whip My Hair di Willow Smith

## Titoli e riconoscimenti
- American Pro Wrestling Alliance

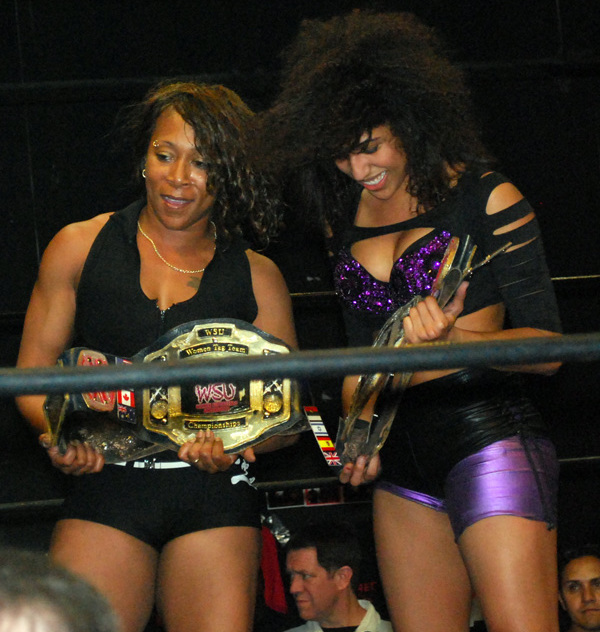
Marti Belle (destra) e Jazz con il WSU Tag Team Championship

  - APWA World Ladies Championship (1)[1]
- Heroes and Legends Wrestling
  - HLW Women's Championship (1)[2]
- National Wrestling Alliance
  - NWA World Women's Tag Team Championship (1, attuale) – con Allysin Kay
- New York Wrestling Connection
  - NYWC Starlet Championship (1)
- Pro Wrestling Illustrated
  - 32ª tra le 50 migliori wrestler femminili nella PWI Female 50 (2016)[3]
- Shine Wrestling
  - Shine Tag Team Championship (2)[4][5] – con Jayme Jameson
- Women Superstars Uncensored
  - WSU Spirit Championship (1)
  - WSU Tag Team Championship (1) – con Jazz
- World Class Revolution
  - WCR Diamond Division Championship (1)[6]